# ۱۸ سپتامبر
۱۸ سپتامبر دویست و شصت و یکمین (در سال‌های کبیسه دویست و شصت و دومین) روز سال در گاهشماری میلادی است. ۱۰۴ روز تا پایان سال باقی‌است.

## زادروزها
- ۱۹۱۸ – جانی منتز، رانندهٔ مسابقات اتومبیل‌رانی اهل ایالات متحده (د. ۱۹۷۲)
- ۱۹۴۷ – جیانکارلو میناردی، کارآفرین ایتالیایی و مؤسس و مدیر سابق تیم منحل شدهٔ میناردی در مسابقات اتومبیل‌رانی فرمول یک
- ۱۹۵۱ – مارک شورر، رانندهٔ مسابقات فرمول یک اهل سوئیس
- ۱۹۷۱ – لانس آرمسترانگ، دوچرخه‌سوار آمریکایی
- ۱۹۷۶ - رونالدو، فوتبالیست برزیلی
- ۱۹۹۸ - کریستین پولیسیک، فوتبالیست آمریکایی

## مناسبت‌ها
- روز جهانی حفاظت آب[نیازمند منبع]
- روز ملی شیلی[۱]